# 永定街道 (富民县)
永定街道，是中华人民共和国云南省昆明市富民县下辖的一个街道办事处。
2017年，昆明市人民政府批复同意将永定街道析置为永定街道和大营街道，永定街道辖城南、城北、永一、永二、瓦窑、西邑、北邑、兴贡、清河、拖担、龙马、南营、北营、河东、白石岩15个村（居）委会，国土面积112.24平方千米，办事处驻永二社区环城西路31号。

## 行政区划
永定街道下辖以下地区：
城南社区、城北社区、永二社区、永一社区、瓦窑村、北邑村、西邑村、兴贡村、清河村、拖担村、南营村、北营村、龙马村、河东村和白石岩村。